# Pseudogaudryinella
Pseudogaudryinella es un género de foraminífero bentónico de la subfamilia Verneuilininae, de la familia Verneuilinidae, de la superfamilia Verneuilinoidea, del suborden Verneuilinina y del orden Lituolida. Su especie tipo es Gaudryinella capitosa. Su rango cronoestratigráfico abarca desde el Santoniense hasta el Campaniense (Cretácico superior).

## Discusión
Clasificaciones previas incluían Pseudogaudryinella en el suborden Textulariina del orden Textulariida, o en el orden Lituolida sin diferenciar el suborden Verneuilinina.

## Clasificación
Pseudogaudryinella incluye a las siguientes especies:
- Pseudogaudryinella capitosa †
- Pseudogaudryinella colombiana †